# Bogusława Lachowska
Bogusława Lachowska (ur. 11 maja 1959 w Żorach) – polski psycholog, doktor habilitowany nauk humanistycznych, profesor Katolickiego Uniwersytetu Lubelskiego Jana Pawła II.

## Życiorys
W latach 1979–1984 odbyła studia z psychologii w Katolickim Uniwersytecie Lubelskim, które zwieńczyła obroną pracy magisterskiej pt. Obraz siebie u dzieci a techniki wychowawcze stosowane przez ich rodziców. Stopień doktora nauk humanistycznych w zakresie psychologii na podstawie rozprawy pt. Psychologiczna analiza systemów rodzinnych osób owdowiałych samotnie wychowujących dzieci uzyskała w 1994 r. w KUL. Stopień doktora habilitowanego nauk humanistycznych w zakresie psychologii otrzymała w 2012 roku na podstawie oceny ogólnego dorobku naukowego i monografii pt. Praca i rodzina – konflikt czy synergia? Konflikt i facylitacja między rolami rodzinnymi i zawodowymi – uwarunkowania i znaczenie dla jakości życia kobiet i mężczyzn.
Zainteresowania naukowe, w skład których wchodzą psychologiczna charakterystyka rodziny w perspektywie systemowej, radzenie sobie ze stresem oraz prężność rodziny, psychologiczna problematyka wielorakich ról społecznych, zaufanie i intymność w bliskich związkach interpersonalnych, a także metody badania rodziny łączy z praktyką psychologiczną.
Od 1 czerwca 2013 r. kieruje Katedrą Psychologii Wychowawczej i Rodziny w Katolickim Uniwersytecie Lubelskim.

## Wybrane publikacje
- Lachowska B. (2012). Praca i rodzina – konflikt czy synergia? Konflikt i facylitacja między rolami rodzinnymi i zawodowymi – uwarunkowania i znaczenie dla jakości życia kobiet i mężczyzn. Lublin: Wydawnictwo KUL.
- Lachowski S., Bujak F., Zagórski J. i Lachowska B. (2002). Postawy rodziców wobec angażowania dzieci do prac we własnym gospodarstwie rolnym. Raport z badań. Lublin: IMW.
- Łaguna M. i Lachowska B. (red.) (2003). Rysunek projekcyjny jako metoda badań psychologicznych. Lublin: TNKUL.
- Lachowska B. i Łaguna M. (red.) (2002). Draw a Family Test in Psychological Research. Lublin: TN KUL.
- Lachowska B. i Grygielski M. (red.) (1999). W świecie dziecka. Lublin: RW KUL.
- Lachowska B. (1998). Dzieci osób owdowiałych. Lublin: RWKUL[5].